# Forme pronominale du verbe en français
Pour un article plus général, voir Verbe pronominal.
En grammaire française, la forme pronominale (ou tournure pronominale ou voix pronominale) est une forme de conjugaison des verbes dans laquelle un pronom réfléchi, tenant la fonction syntaxique d'un complément d'objet direct ou complément d'objet indirect, renvoie en principe au sujet grammatical (qui remplit le plus typiquement le rôle sémantique d'agent).
Certains verbes du fait de leur sémantique ne peuvent qu'être réflexifs, comme « se parjurer » – l'objet du parjure est nécessairement le sujet de l'action. Mais plus généralement, sur le plan grammatical, la forme pronominale est celle où l'objet est un pronom réfléchi, indépendamment de son rôle sémantique sous-jacent. De telles formes sont courantes dans les langues romanes.
En français, cette forme de conjugaison se caractérise notamment par l'utilisation de l'auxiliaire être aux temps composés, ce qui la rapproche de la voix passive. La plupart des verbes peuvent se conjuguer à la forme pronominale ; pour certains (les verbes pronominaux « subjectifs ») le sens et la syntaxe ne se relient pas simplement à la forme non pronominale ; et enfin d'autres (les verbes « essentiellement pronominaux ») n'existent que sous forme pronominale.

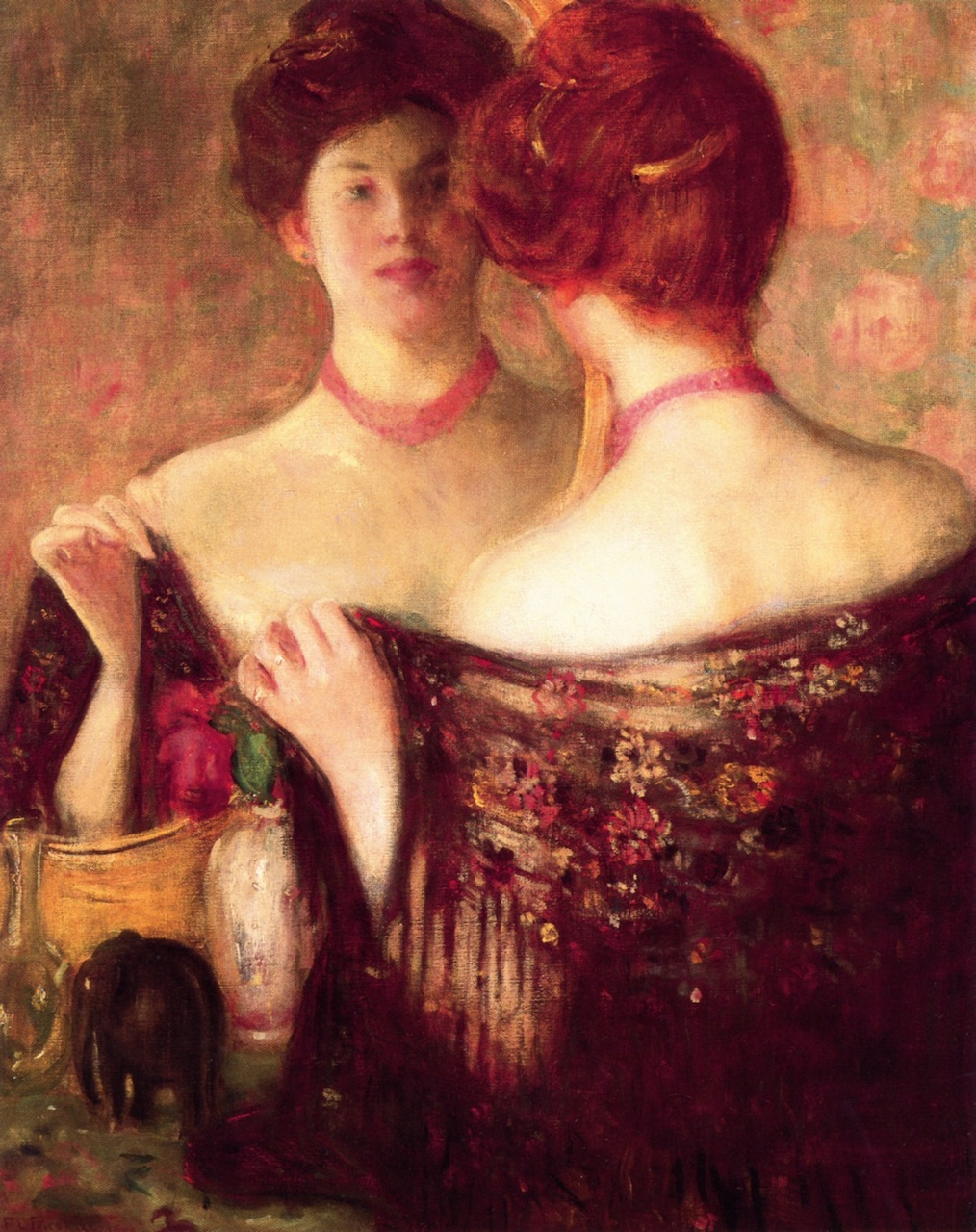
Sens réfléchi : « Elle se regarde dans le miroir ». Le sujet est ici à la fois agent et objet du regard.

## Introduction
La grammaire française distingue traditionnellement trois voix : active (qui est la voix non marquée, employée par défaut), passive et pronominale, laquelle recouvre sous une même forme plusieurs diathèses (trait décrivant comment s'organisent en particulier les rôles d'agent et de patient par rapport à l'action exprimée par le verbe : moyen (c'est-à-dire normale), mais aussi réfléchi, réciproque, ou décausatif).
Un verbe de forme pronominale est, en grammaire, un verbe qui est conjugué avec un pronom complément renvoyant au sujet, et qui a, selon les cas, en français, un sens réfléchi, réciproque, passif, ou « essentiellement pronominal ». 
- Je me regarde dans le miroir
- Peigne-toi !
- Nous nous parlons pour passer le temps
- Ce livre se vend bien

Aux temps composés, ils utilisent exclusivement l'auxiliaire être .
- Elle s'est évanouie.

N.B. : Une forme telle que : Tu la regardes n'est donc pas pronominale, les deux pronoms tu (sujet) et la (complément) n'ayant pas le même référent.
N.B. : À l'exception du cas des verbes « essentiellement pronominaux », on préfère souvent parler de construction, de tournure ou de forme (parfois : de voix) pronominale que de verbe pronominal.

## Classement sémantique des verbes pronominaux
En grammaire française, un verbe pronominal est un verbe transitif qui est conjugué avec un pronom complément d'objet renvoyant au sujet. Cette construction peut correspondre à différents sens :

### Les verbes pronominaux de sens réfléchi

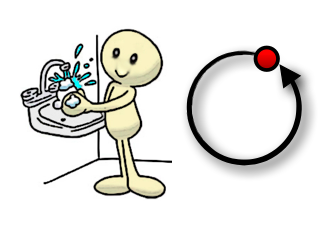
Verbe pronominal réfléchi:
Il se lave Le sujet exerce l'action sur lui-même

On parle de verbe réfléchi quand l'être désigné par le sujet exerce une action sur lui-même (physiquement, mentalement…), ou dans son intérêt. Dans ce cas, le pronom réfléchi désigne l'agent lui-même, et est en même temps l'objet de l'action.
- « Elle se regarde dans le miroir » : l'action est regarder, l'agent est Elle, identique à l'objet.

- Il se lave soigneusement (= il lave son corps)
- Vous vous cultiverez en fréquentant les bibliothèques (= vous cultiverez votre esprit)
- Elle s'est acheté un télescope (= elle l'a acheté pour elle-même)

Par extension, on dira par exemple :
- Je me gare ici tous les jours (en réalité, je gare ma voiture)

Habituellement le pronom précédant le verbe est de la même personne que le sujet.
- Je me lève
- Ils se regardent dans le miroir

### Les verbes pronominaux de sens réciproque
Les verbes réciproques expriment une action qu'un sujet pluriel ou collectif exerce non pas sur lui-même, mais chacun sur chacun des autres êtres exprimés par le sujet.
- Les deux hommes se battaient à mort, pour l'honneur
- Nous nous parlons pour passer le temps

Avec le sens réciproque , le pronom réfléchi peut correspondre à deux constructions grammaticales :
- « Elles se combattent » : l'action est de combattre, l'agent est L'une et l'autre, l'objet est ici l'une l'autre - l'agent et l'objet recouvrent les mêmes personnes.
- « Elles s'envoient des cadeaux » : l'action est de envoyer, l'agent est L'une et l'autre, mais l'objet est ici des cadeaux. Le pronom "se" renvoie bien au sujet, mais n'est pas complément d'objet direct - Elles envoient des cadeaux à elles. Le pronom réfléchi correspond à un complément d'objet second, et la description de l'action peut être complétée par un objet indépendant : des cadeaux.

### Les verbes pronominaux de sens successif
Un petit nombre de verbes pronominaux définissent des relations de consécutivité temporelle ou spatiale :
- Les jours se suivent
- Les révélations s'enchaînent

Dans « Les jours se suivent », le sens est qu'un jour suit un autre jour, donc l'action est suivre, l'agent est les jours, et l'objet est un autre jour – dans ce cas, l'objet est différent de l'agent.

### Les verbes pronominaux de sens passif
Les verbes pronominaux passifs sont utilisés quand le sujet est inanimé. Dans ce type de constructions, le sujet subit l'action sans l'accomplir lui-même. Ordinairement l'agent n'est pas indiqué et reste vague : la forme pronominale traduit alors la notion de décausatif :
- La porte s'est refermée brusquement
- Les petits appartements se vendent mieux que les grands
- Ce vin se boit très frais
- Tout s'oublie avec le temps

Dans « Ces voitures se vendent bien » : l'action est de vendre, l'objet (de la vente) est bien la voiture, mais l'agent de la vente n'est évidemment pas la voiture, sujet apparent. La forme pronominale à sens passif a précisément pour but de ne pas évoquer l'agent.

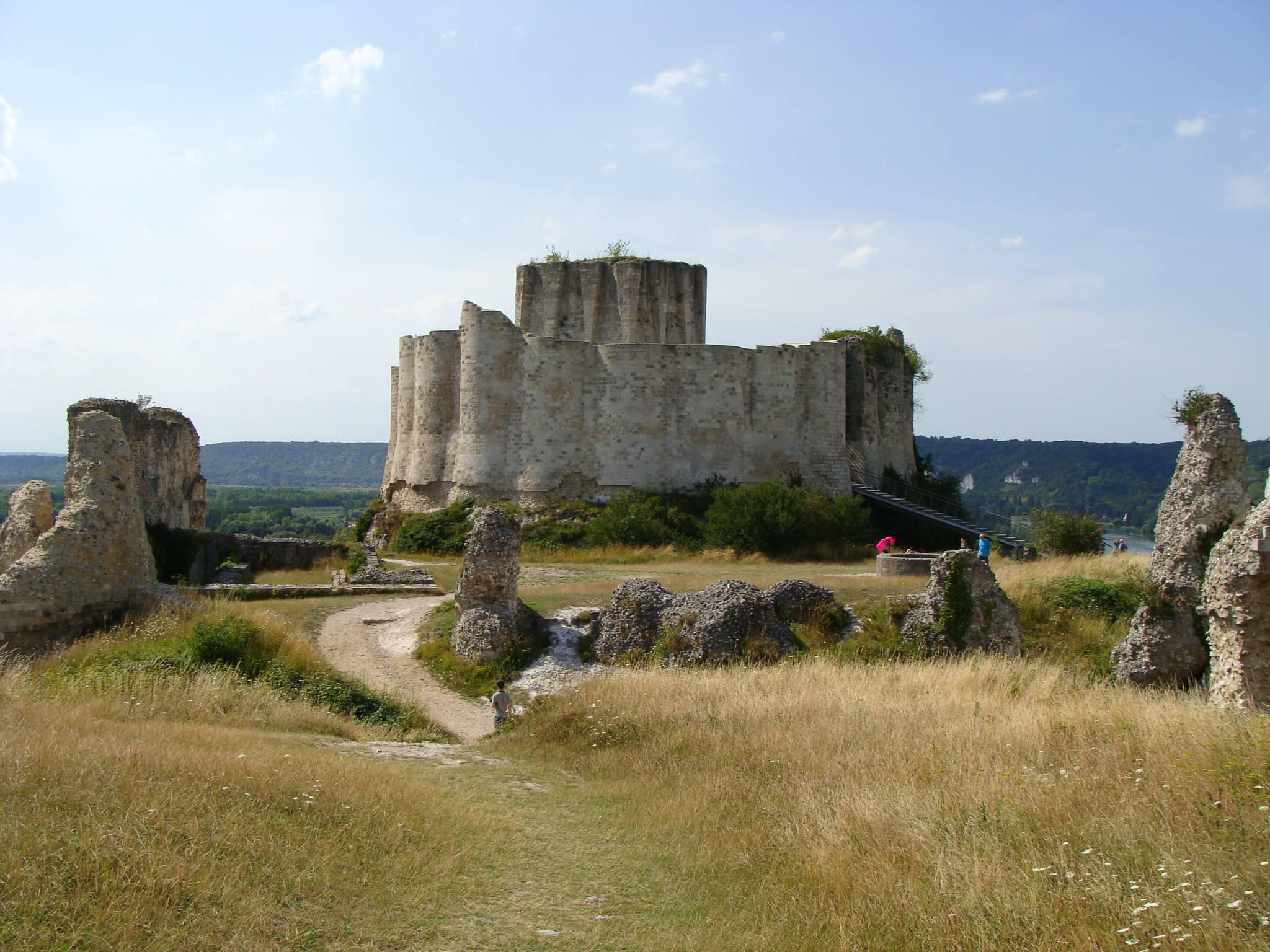
Cette forteresse s'est construite en moins de deux ans.
Mais... par quel agent ?
Cette forteresse a été construite par Richard.

Dans le cas où la forme pronominale remplace une forme passive, la règle est que le participe passé s'accorde avec le sujet, parce que le sujet est alors objet de l'action :
- « Cette règle s'est appliquée de tout temps. »
- « Cette ville ne s'est pas construite en un jour. »

Sur le fond, une telle forme pronominale relie une action ("construire") à l'objet de cette action ("cette ville"), mais ne précise pas l'agent. Au contraire, contrairement à la forme passive normale qui permet d'introduire un complément d'agent, la forme pronominale a ceci de particulier qu'elle verrouille cette question et rend impossible l'ajout d'un agent, dont la place est déjà formellement prise par le pronom "se". Comparer en effet :
- « Cette ville a été construite rapidement par Saint Louis. »
- « Cette ville s'est construite rapidement [* par ???]. »

Le sens est bien celui d'une forme passive, ce qui justifie entièrement l'accord du participe, mais la forme pronominale interdit toute question sur l'agent et impose de considérer que l'agent est l'objet lui-même, même quand une telle idée est évidemment absurde (une ville ne peut pas construire une ville, encore moins se construire elle-même).
C'est cette propriété qu'a la forme pronominale d'exclure un complément d'agent qui explique que pour presque tous les verbes essentiellement pronominaux, l'accord se fait avec le sujet, considéré à la fois comme agent et objet.

### Cas particuliers
Dans le cas du verbe mourir, la forme pronominale se mourir insiste sur l'aspect imperfectif, ou inaccompli :
- Madame se meurt, Madame est morte ! (Bossuet)

## Analyse de la forme pronominale

### Fonctions du pronom réfléchi
Les pronoms réfléchis peuvent jouer le rôle de:
- Complément d'objet direct (COD) : Pierre se regarde dans le miroir (Pierre se regarde lui-même)
- Complément d'objet indirect (COI) : Elle se parle toute seule (Elle se parle à elle-même)

### Sujet et objet de l'action
Les formes pronominales se conjuguent avec l'auxiliaire Être.
Par rapport à l'action qu'est "disputer", il y a deux manières d'identifier l'agent et l'objet dans une forme comme « Ils se sont disputés » :
- On peut considérer que l'agent est "ils" dans une tournure active, "se" est objet de la dispute, et le sens est que "ils ont disputé (se = eux-mêmes)" ;
- On peut considérer au contraire que l'objet est "il" dans une tournure passive, "se" joue alors le rôle d'un complément d'agent, et le sens est que "* ils sont disputés par (se = eux-mêmes)".

Les deux analyses conduisent au même sens, mais l'accord du participe et l'emploi du verbe Être montrent que la forme pronominale est héritée de la conjugaison passive, signifiant que l'objet a pour caractéristique d'avoir subi ou d'être en train de subir (passivement) l'action exprimée par le verbe.

### Les verbes occasionnellement pronominaux
Les verbes occasionnellement pronominaux sont des verbes transitifs qui sont normalement employés dans une construction non pronominale, mais qui peuvent être aussi employés à la forme pronominale.
- Je regarde la télévision ou Je la regarde (verbe non pronominal)
- Je me regarde dans le miroir (verbe pronominal)

### Les verbes essentiellement pronominaux
Les verbes essentiellement pronominaux sont des verbes qui s'emploient uniquement à la forme pronominale (on parle alors de verbes pronominaux lexicalisés) :
- Il se suicide  (on ne peut pas dire « suicider quelqu'un », sauf dans un contexte ironique)

On range aussi dans cette catégorie les verbes pronominaux qui sont également employés à la forme non pronominale, mais avec une signification différente.
- S'adapter (« tenir compte du monde extérieur, se transformer, s'acclimater ») / Adapter (« ajuster ») ou (« transposer »)
- S'apercevoir (« se rendre compte ») / Apercevoir (« voir »)
- S'attendre (« escompter, prévoir ») / Attendre  ( « être dans l'expectative »)

Certains verbes pronominaux lexicalisés peuvent recevoir un complément d'objet, direct ou indirect :
- Elles se sont rappelé leur jeunesse (c.o.d. ; pas d'accord à rappelé)
- Je me doute du refus de Pierre (c.o.i.)

### Les verbes pronominaux subjectifs
On appelle verbe pronominal subjectif, ou verbe essentiellement pronominal (ou : de sens lexicalisé) une forme verbale dans laquelle le pronom réfléchi n'a pas de fonction grammaticale précise. 
Ce sont des verbes qui avaient un sens réfléchi ou réciproque en ancien français. Aujourd'hui, ces verbes n'ont pas ce sens, mais ils conservent toujours le pronom. C'est pour cette raison qu'il faut remonter à l'ancienne langue et à l'étymologie pour analyser ce type de verbe pronominal.
- Elle s'en va laissant tout derrière elle

## Construction des verbes pronominaux
L’infinitif d’un verbe pronominal est toujours précédé par le pronom réfléchi se (s’): se coucher, se laver, s’appeler…
Pour un verbe à une forme simple, on utilise les pronoms réfléchis me (m’), te (t’), se (s’), nous ou vous :
- Je me lève [ʒəməlɛ:v]
- Tu te lèves [tytəlɛ:v]
- Il / elle / on se lève [ilsəlɛ:v] / [ɛlsəlɛ:v] / [õsəlɛ:v]
- Nous nous levons [nunuləvõ]
- Vous vous levez [vuvuləve]
- Ils / elles se lèvent [ilsəlɛ:v] / [ɛlsəlɛ:v]

Pour les verbes aux temps composés, on utilise l'auxiliaire être, qui est placé entre le pronom réfléchi et le verbe :
- Je me suis levé(e) [ʒəməsujləve]
- Tu t'es levé(e) [tyteləve]
- Il/elle/on s'est levé(e) [ilseləve] / [ɛlseləve] / [õseləve]
- Nous nous sommes levé(e)s [nunusomləve]
- Vous vous êtes levé(e)s [vuvuzɛtləve]
- Ils/elles se sont levé(e)s [ilsəsõləve] / [ɛlsəsõləve]

À l'impératif, le pronom est placé après le verbe avec un trait d'union :
- Couche-toi [kuʃtwa]
- Couchons-nous [kuʃõnu]
- Couchez-vous [kuʃevu]

### Le verbe pronominal et la négation
Quand le verbe pronominal est conjugué à un temps simple, on met les marques de négation avant le pronom réfléchi et après le verbe.
- Je me lève avant dix heures du matin → Je ne me lève pas avant dix heures du matin
- Elles se réveillent de bonne heure → Elles ne se réveillent pas de bonne heure

Quand le verbe pronominal est conjugué à un temps composé, on met les marques de négation avant le pronom réfléchi et après les verbe auxiliaire.
- Je me suis réveillé → Je ne me suis pas réveillé.
- Il s'est dépêché → Il ne s'est pas dépêché

À l'impératif, on place le pronom réfléchi avant le verbe et on met les marques de négation avant le pronom et après le verbe.
- Cache-toi → ne te cache pas
- Approche-toi → ne t'approche pas

### Le verbe pronominal et l'interrogation
Dans une phrase interrogative, le pronom réfléchi reste  toujours avant le verbe et on utilise les formes habituelles de construction de l'interrogation: l'inversion, l'expression est-ce que et l'intonation.
- Il se peigne → Se peigne-t-il ?
- Il se peigne → Est-ce qu'il se peigne?
- Il se peigne → Il se peigne ?

Si on utilise l'inversion dans l'interrogation et le verbe est dans un temps composé, le sujet se place après le verbe auxiliaire:
- S'est-il peigné ?

#### Le verbe pronominal dans l'interrogation négative
Pour faire la négation d'une phrase interrogative, on place les marques de négation avant le pronom réfléchi et après le verbe.
- Il ne se peigne pas?
- Est-ce qu'il ne se peigne jamais ?

Si on utilise l'inversion pour la construction de l'interrogation, on doit placer les marques de négation avant le pronom réfléchi et après le sujet.
- Ne se peigne-t-il pas ?
- Ne se lève-t-il jamais avant dix heures du matin?

Si le verbe est à un temps composé, on place la première marque de négation avant le pronom réfléchi et la deuxième marque entre le verbe auxiliaire et le verbe. 
- Est-ce qu'il ne s'est jamais peigné ?

Si on utilise l'inversion pour construire l'interrogation, la deuxième marque de négation est placée après le sujet:
- Ne nous sommes-nous jamais rencontrés ?
- Ne se sont-ils jamais rencontrés ?

## Comparaison avec d'autres langues
Il n'y a pas d'équivalence absolue entre les utilisations des formes pronominales en français et dans d'autres langues. L'usage réciproque notamment est souvent traité différemment :
- (français) Ils se parlent → (anglais) They talk (are talking) to each other, (allemand) Sie reden miteinander, (russe) Oni govoriat (razgovarivaïout) droug s drougom

Le grec ancien, parmi d'autres langues, utilisait pour certains verbes la voix moyenne dans le sens pronominal ou réfléchi du français :
- λούομαι « je me lave », γυμνάζομαι « je m'exerce ».

Le russe connaît un pronom réfléchi spécifique (siebia), valable pour toutes les personnes :
- Ia siebia vylietchil(a), on siebia vylietchil « je me suis soigné(e) [moi-même], il s'est soigné [lui-même] »

L'espagnol peut utiliser une forme pronominale impersonnelle là où le français utilisera une autre tournure :
- Se vende (« À vendre »)